# Zlynka
Zlynka (rusky Злынка) je město v Brjanské oblasti v Ruské federaci. Při sčítání lidu v roce 2010 měla přes pět tisíc obyvatel a byla správním střediskem Zlynkovského rajónu.

## Poloha a doprava
Zlynka leží na stejnojmenné řece, přítoku Iputě v povodí Dněpru. Od Brjansku, správního střediska oblasti, je Zlynka vzdálena přibližně 225 kilometrů jihozápadně.
Železniční stanice Zlynka leží přibližně sedm kilometrů severně od města na trati z Brjansku přes Homel do Brestu.

## Dějiny
Zlynka byla založena v roce 1702 jako sídlo starověrců na místě poustevny, která zde fungovala od roku 1682 a byla pojmenována podle řeky.
V roce 1770 věnovala carevna Kateřina II. Veliká zdejší země Pjotrovi Rumjancevovi. Od roku 1862 se jednalo o důležité středisko sirkárenského průmyslu.
V roce 1925 byla Zlynka povýšena na město.
Za druhé světové války obsadily Zlynku v srpnu 1941 německé jednotky a 27. září 1943 ji dobyly zpět jednotky Brjanského frontu Rudé armády při svém útoku směrem na Černihiv a Pripjať.
Při černobylské havárii v roce 1986 byla značná část okolí města zasažena radioaktivitou a je od té doby pro veřejnost uzavřena.